# 安太
安太（あんたい）は、南北朝時代の北斉において使用された可能性を指摘されている元号。1963年、北京市懐柔県（のちに懐柔区）で北斉武平2年銘の墓碑とともに出土した瓦に「安太二年」の記載が確認されている。史書では確認ができない逸年号の一つである。